# Église Saint-Bonnet-de-Clermont de Saint-Bonnet-près-Bort
Pour les articles homonymes, voir Église Saint-Bonnet.
L'église Saint-Bonnet-de-Clermont est une église romane située à Saint-Bonnet-près-Bort, dans le département français de la Corrèze en région Nouvelle-Aquitaine.

## Historique
L'église romane a été édifiée au XIIe siècle.
Elle fait l'objet d'une inscription au titre des monuments historiques depuis le 15 mars 1972.

## Architecture
Édifiée en pierre de taille assemblée en grand appareil, l'église présente à l'ouest une façade massive et tronquée, surmontée d'un petit clocher.
Cette façade est percée d'un porche profond en arc légèrement brisé.
Au fond de ce porche, dont chacune des parois latérales est creusée d'une niche, prend place un portail dont l'archivolte est composée de quatre voussures à cordon.
La voussure interne consiste en un arc polylobé très semblable à celui que l'on trouve à l'église Saint-Martin de Margerides toute proche. Rappelons que l'arc polylobé s'est répandu dans l'architecture romane française par le biais de l'influence des pèlerins le long des grandes routes françaises du pèlerinage de Saint-Jacques-de-Compostelle parmi lesquelles la Via Lemovicensis qui traversait le Limousin.

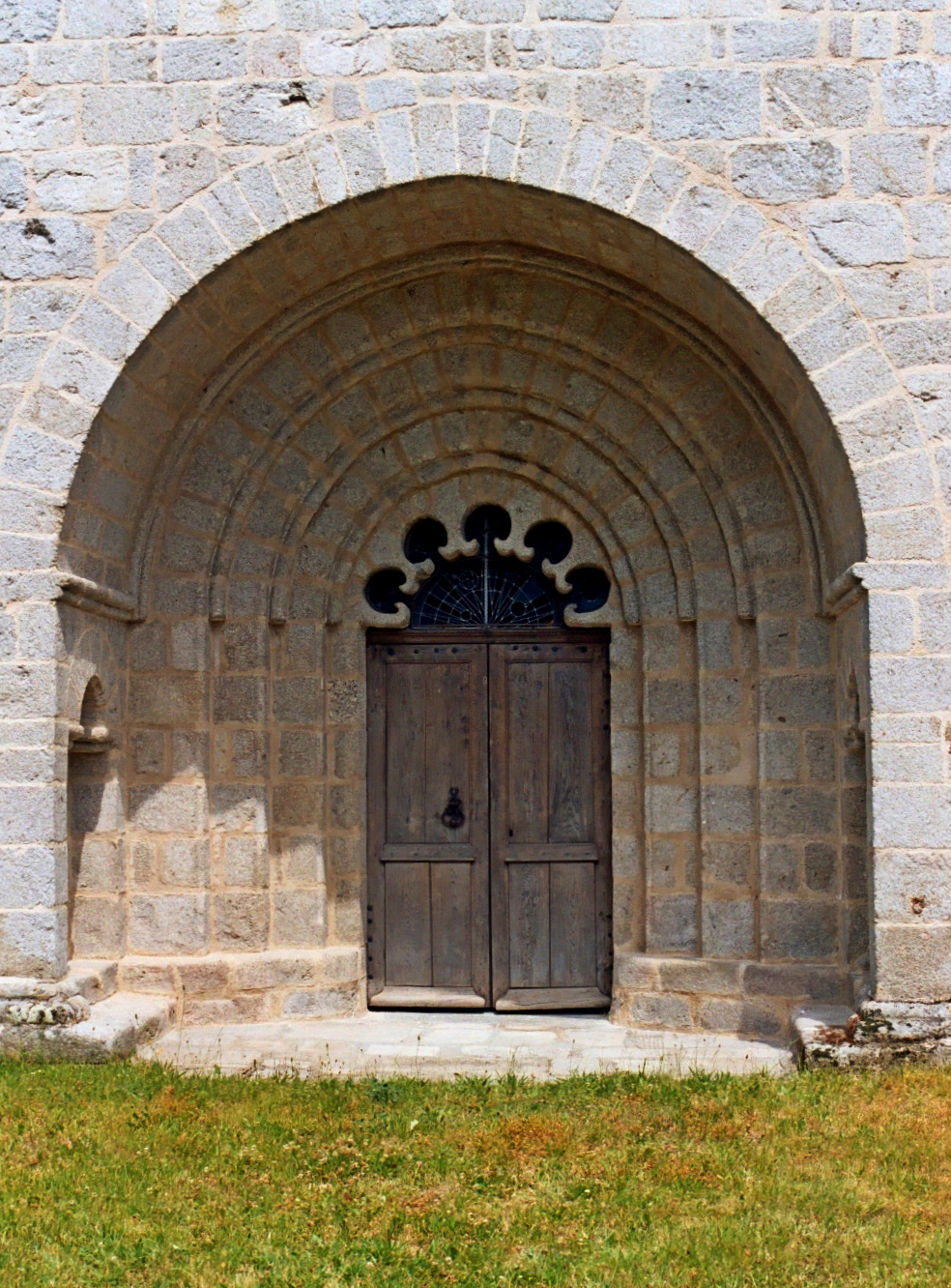
Le porche en arc légèrement brisé et le portail polylobé.